# Tipula (Pterelachisus) kuatunensis
Tipula (Pterelachisus) kuatunensis is een tweevleugelige uit de familie langpootmuggen (Tipulidae). De soort komt voor in het Oriëntaals gebied.